# Neşet Erol
Neşet Erol (* 1946 in der Türkei) ist ein türkischstämmiger Kinderbuchautor, Dramatiker und literarischer Übersetzer vornehmlich eigener Werke.

## Leben
Erol ist pädagogischer Mitarbeiter der regionalen Arbeitsstelle zur Förderung von Kindern und Jugendlichen aus Zuwandererfamilien (RAA) der Stadt Oberhausen. Als solcher engagiert er sich z. B. im Bereich der Leseförderung und führt auch Lesungen aus seinen zahlreichen Kinderbüchern an Schulen durch.

## Werk
Der Autor publiziert seine Werke für Kinder und Jugendliche in Deutschland ausschließlich in zweisprachigen Ausgaben (türkisch - deutsch), für die er selbst die Übersetzungen besorgt. In seinen Geschichten bereitet er anspruchsvolle Themen wie Fremdenhass in Die freundliche Drachenfamilie (2005) oder Fischsterben in Perlwasser (2002) für junge Leser auf.
Außerdem erschienen von Erol literarische Übersetzungen von Erzählungen des berühmten türkischen Autors Fakir Baykurt.
Die schriftstellerische Laufbahn des Kinderbuchautors begann Ende der 80er Jahre als Theaterautor: das Schauspiel Dönüs - Die Rückkehr (1989) und seine "Szenen eines Aufenthalts" Rosen und Dornen (1988) erschienen auch im Druck. Die Rückkehr wurde in einer Neubearbeitung durch Hayati Boyacioglu fester Bestandteil des Spielplans des türkischen Kulturensembles Diyalog, das seit 1995 das Diyalog TheaterFest veranstaltet.

## Bibliografie
zweisprachige Kinderbücher
- Sollen wir Freunde werden? / Arkadaş olalim mi? (2002)
- Perlwasser / Incisu (2002)
- Mehmet bekommt eine Schwester / Mehmet’e bir kardes geliyor (2002)
- "Die faule Ameise / Tembel karinca (2005)
- Die freundliche Drachenfamilie / Sevimli ejderha ailesi (2005)
- Das Schicksal von Osmann Reinke / Osmann Reinke’nin kaderi (2005)
- Alis neue Klasse / Ali’nin yeni Sinifi (2005)
- Kaninchenheimat / Tavşanlar ülkesi (2005)

sämtlich erschienen im Anadolu Verlag
Literarische Übersetzungen
- Fakir Baykurt: Türkische Gärten im Pott. Erzählungen, 1997.

Dramatik
- Rosen und Dornen (1988)
- Die Rückkehr (1989)

Wissenschaftliche Beiträge
- Ausländische Jugendliche zwischen Schule und Beruf : wie kann das Ausbildungsdefizit überwunden werden? Tagung in Zusammenarbeit mit dem Kirchlichen Dienst in der Arbeitswelt der EKD (Mitschrift, 1993).

## Weblink
- Projekt mit der RAA auf bertha-ob.de

| Personendaten    | Personendaten                                                               |
| ---------------- | --------------------------------------------------------------------------- |
| NAME             | Erol, Neşet                                                                 |
| KURZBESCHREIBUNG | türkisch-deutscher Kinderbuchautor, Dramatiker und literarischer Übersetzer |
| GEBURTSDATUM     | 1946                                                                        |
| GEBURTSORT       | Türkei                                                                      |